# Райци, Имре
И́мре Ра́йци (венг. Rajczy Imre; 8 ноября 1911 — 31 марта 1978) — венгерский фехтовальщик, олимпийский чемпион.
Имре Райци родился в 1911 году в Сомбатхее.
В 1934 и 1935 годах Имре Райци становился чемпионом мира. В 1936 году на Олимпийских играх в Берлине он завоевал золотую медаль. В 1937 году он вновь завоевал золотую медаль чемпионата мира.
После Второй мировой войны Имре Райци эмигрировал в Аргентину. Там он в течение десяти лет был тренером аргентинской сборной по фехтованию на саблях, в 1955 году стал секретарём Аргентинского олимпийского комитета.